# A világháború története (Pilch)
A Pilch Jenő szerkesztésében megjelent A világháború története egy 20. század első felében megjelent nagy terjedelmű magyar nyelvű történelmi mű volt.
Az 1928-ban a Franklin Irodalmi és Nyomdai Rt. jóvoltából szerkesztésében megjelent 414 oldal terjedelmű, 1 kötetes, díszes borítójú, nagy képanyaggal rendelkező mű egy történelmi munka az első világháborúról. Reprint kiadása nincs, elektronikus formában az Arcanum honlapján érhető el.